# Chuck Close
Charles Thomas (Chuck) Close (Monroe (Washington), 5 juli 1940 – Oceanside (New York), 19 augustus 2021) was een Amerikaanse kunstschilder en fotograaf die beroemd werd om zijn fotorealisme en zijn meer dan levensgrote portretten. Hoewel hij in 1988 verlamd was geraakt en sindsdien in een rolstoel zat, ging hij door met schilderen en produceerde nog steeds werk dat zeer geliefd is bij musea en verzamelaars.

## Leven
De vader van Close overleed toen hij 11 jaar oud was.
In 1962 studeerde Close af als "Bachelor of Arts" bij de Universiteit van Washington in Seattle. Hij ging vervolgens naar de voortgezette opleiding aan de Yale-universiteit, waar hij in 1964 de graad "Master of Fine Arts" behaalde.
Na zijn periode op Yale, woonde hij enige tijd in Europa via een beurs van het Fulbright-programma. Terug in de VS werd hij kunstdocent aan de Universiteit van Massachusetts.
Close leed aan gezichtsblindheid, waardoor hij moeite had om mensen te herkennen. Mogelijk volgde hieruit zijn fascinatie voor het portret.
Op latere leeftijd werd hij licht dement en werd hij door voormalige medewerksters beschuldigd van seksuele intimidatie. Uiteindelijk overleed hij op 81-jarige leeftijd in het ziekenhuis van Oceanside in de staat New York.

## Werk
Het meeste werk van Close zijn enorme portretten van familie en vrienden. Vaak portretteert Close ook andere kunstenaars, als hun werk hem aanspreekt, bijvoorbeeld Philip Glass, Lucas Samaras en Alex Katz. Close heeft ook beroemdheden geportretteerd, zoals Bill Clinton.
Close verdeelt zijn werk in rasters, vaak regelmatig van vorm (vierkanten), maar ook soms ook in onregelmatige vlakken. Elk vakje van een raster krijgt dan een eigen kleur of kleurtoon. Van dichtbij bekeken vallen die rasters erg op en is het werk abstract. Op grote afstand vallen de rasters weg en ogen de portretten zeer realistisch. 
Close gebruikt druktechnieken voor de reproductie van zijn portretten. Hij gebruikt mezzotint, aquatint, houtsnede, linoleumsnede. Er zijn ook geweven portretten en portretten die zijn gemaakt van papierpulp. De portretten worden altijd gemaakt naar foto's, die vele malen hergebruikt worden. Close gebruikt ambachtelijke en zeer arbeidsintensieve druktechnieken, waarbij hij andere mensen voor de reproductie van zijn ontwerpen nodig heeft.
De werken worden opgebouwd uit vele drukgangen (tot wel 117). Het handmatige drukproces kan tot twee jaar in beslag nemen.

## Tentoonstellingen
Werk van Close is te zien bij onder andere de National Gallery of Art in Washington D.C., in het Museum of Modern Art en het Guggenheim Museum in New York, en in de Tate Gallery in Londen.
In 2012 wijdde de Kunsthal in Rotterdam een expositie aan Chuck Close, met 130 portretten vanaf 1972 tot 2012.

## Geportretteerden
Hieronder een lijst van personen die Close portretteerde. Daarnaast maakte hij zelfportretten.
- Laurie Anderson
- Richard Artschwager
- Susan Austad
- Lynda Benglis
- Cecily Brown
- Paul Cadmus
- John Chamberlain
- Francesco Clemente
- Bill Clinton
- Hillary Clinton
- Georgia Close (zijn dochter)
- Leslie Close (zijn vrouw)
- Maggie Close (zijn dochter)
- Robert Cottingham
- Renee Cox
- Gregory Crewdson
- Merce Cunningham
- Willem Dafoe
- Carroll Dunham
- Charles Durning
- Robert Elson
- Inka Essenhigh
- Bob Feldman
- Linda Rosenkrantz Finch
- Eric Fischl

- Janet Fish
- Renée Fleming
- Kent Floeter
- Ellen Gallagher
- Philip Glass
- Arne Glimcher
- Al Gore
- April Gornik
- Nancy Graves
- Kathy Halbreich
- Lyle Ashton Harris
- Keith Hollingworth
- Bob Holman
- Bob Israel
- Frank James
- Jasper Johns
- Ray Johnson
- Bill T. Jones
- Alex Katz
- Klaus Kertress
- Fanny Leifer
- Roy Lichtenstein
- Agnes Martin
- Kate Moss
- Elizabeth Murray

- Jud Nelson
- Elizabeth Peyton
- Judy Pfaff
- Brad Pitt
- Christopher Plummer
- Robert Rauschenberg
- Dorothea Rockburne
- Nat Rose
- Stanley Rosen
- John Roy
- Lucas Samaras
- Richard Serra
- Andres Serrano
- Joel Shapiro
- Cindy Sherman
- James Siena
- Carly Simon
- Lorna Simpson
- Kiki Smith
- James Turrell
- William Wegman
- Robert Wilson
- Terry Winters
- Lisa Yuskavage
- Joe Zucker

## Trivia
Close speelde een rol in de film Six Degrees of Separation
- Bibsys: 98050435
- Bibliothèque nationale de France: cb124710046 (data)
- CiNii: DA09867233
- Gemeinsame Normdatei: 118871404
- International Standard Name Identifier: 0000 0000 8183 3282
- Library of Congress Control Number: n50061466
- Nationale Bibliotheek van Letland: 000087028
- National Gallery of Victoria: 3998
- Nationale Bibliotheek van Israël: 987007507972905171
- Nederlandse Thesaurus van Auteursnamen: 07040206X
- PIC: 660
- RKD-Nederlands Instituut voor Kunstgeschiedenis: 17302
- Istituto Centrale per il Catalogo Unico: TO0V403172
- SNAC: w6931342
- Système universitaire de documentation: 033899568
- Trove: 1053676
- Union List of Artist Names: 500031023
- Virtual International Authority File: 114935366
- WorldCat: E39PBJyRBPTjpgjx8Kky3RTrbd